# Calumma nasutum
Calumma nasutum là một loài thằn lằn trong họ Chamaeleonidae. Loài này được Duméril & Bibron mô tả khoa học đầu tiên năm 1836.

## Hình ảnh

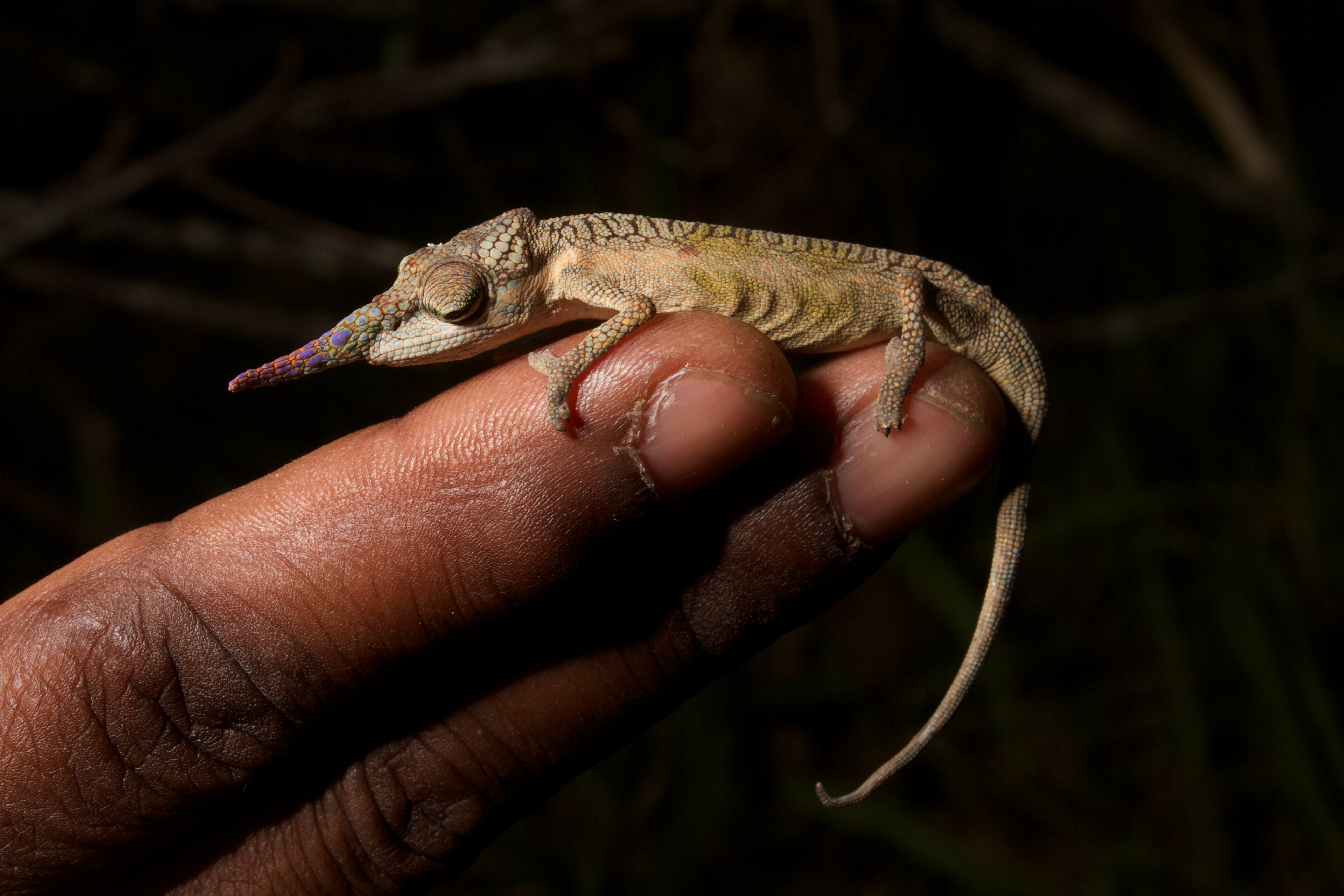
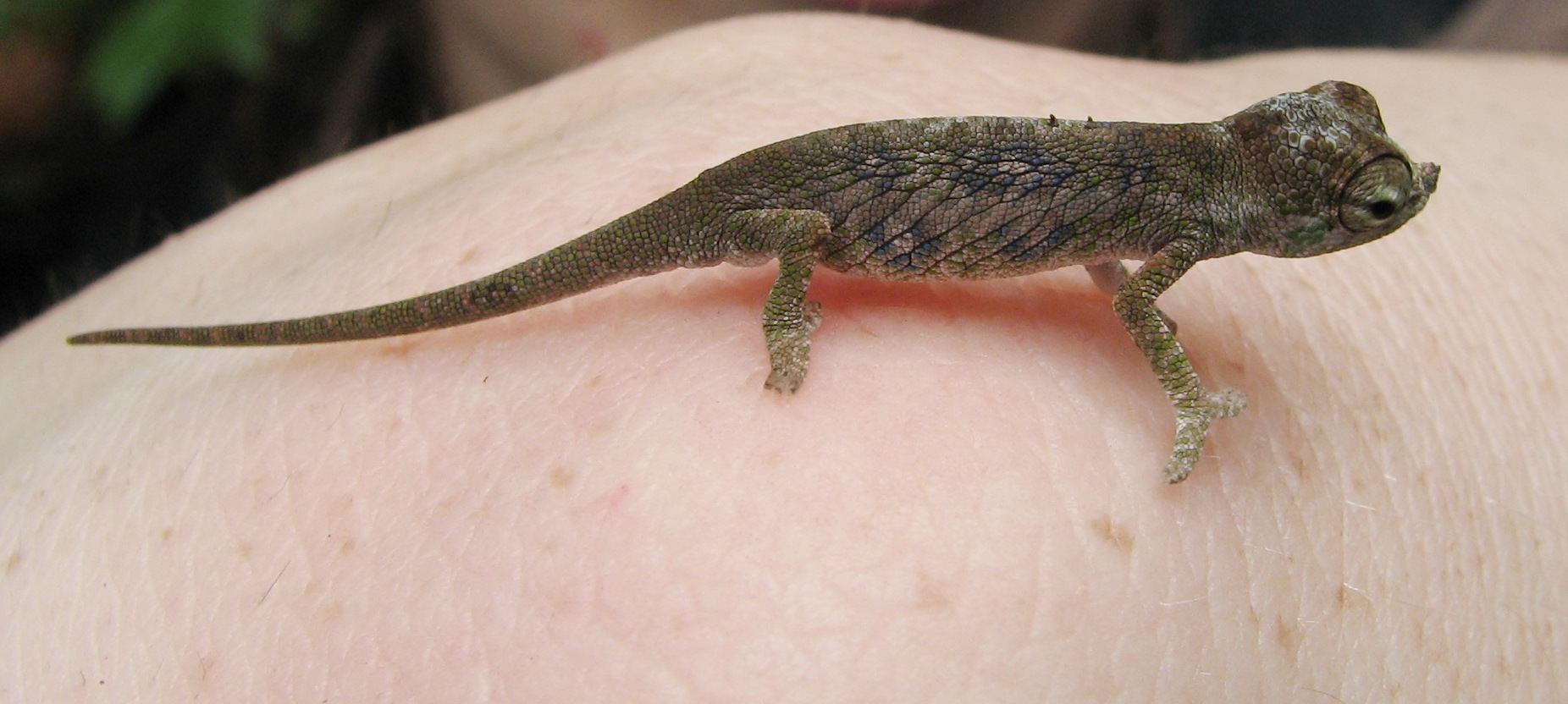
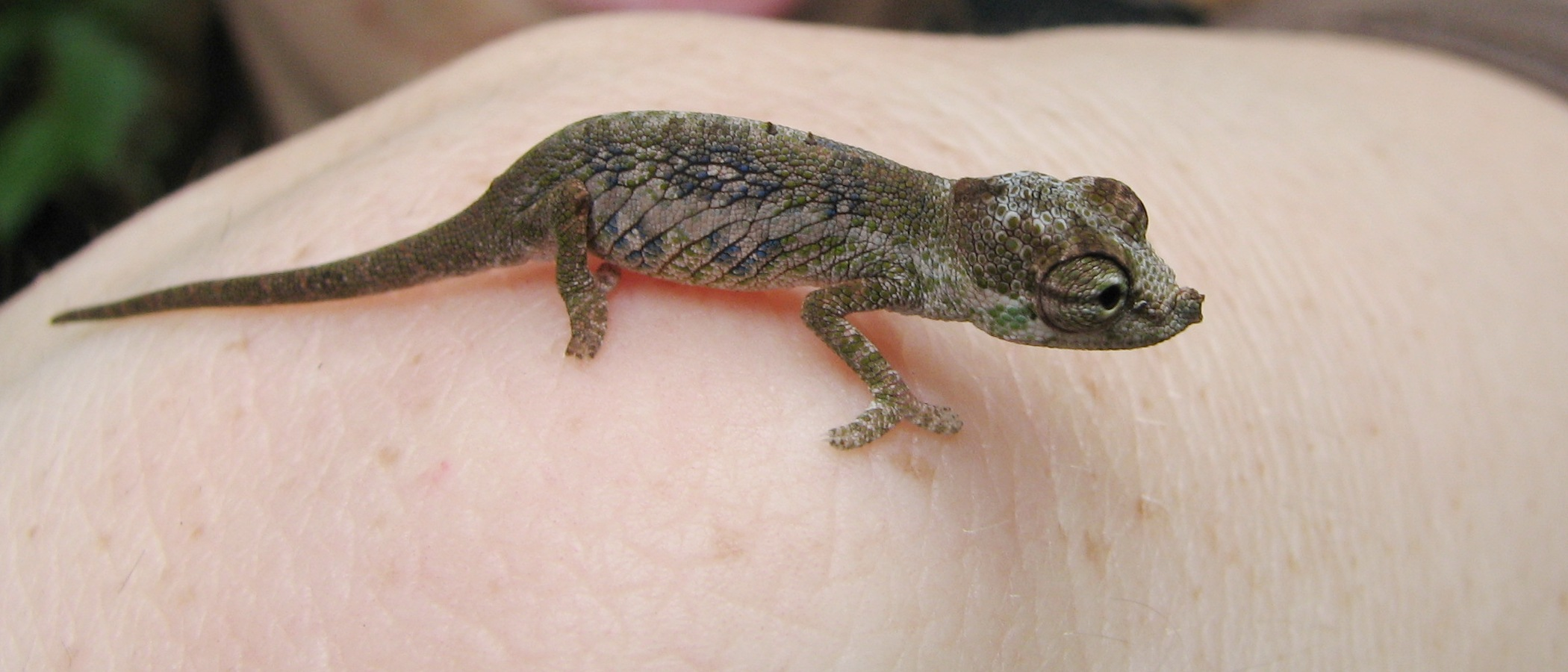